# Inmigración británica en Canadá
La inmigración británica en Canadá es el movimiento migratorio de personas provenientes del Reino Unido de Gran Bretaña e Irlanda del Norte a Canadá. Dentro del grupo de los británicos se pueden desglosar los siguientes grupos: ingleses, galeses, escoceses, norirlandeses, córnicos, y en menor medida, maneses. Actualmente, Canadá es el segundo país del mundo, fuera del Reino Unido, con más británicos (incluyendo a sus descendientes) dentro de su territorio nacional, después de los Estados Unidos, alcanzando una cifra de 12.134.745 habitantes.
El vínculo entre ambas naciones es muy fuerte, ya que ambos países comparten idioma, costumbres, conexiones históricas, forma de gobierno, así como su jefe de Estado, el rey  Carlos III  y muchos otros vínculos como la Mancomunidad de Naciones y la OTAN.

## Historia

### Colonización británica
La colonización británica de las Américas (incluyendo la colonización patrocinada tanto por el Reino de Inglaterra como por el Reino de Escocia antes de los actos de la unión de 1707 que creó el Reino de Gran Bretaña) se inició en el siglo XVI y alcanzó su punto máximo cuando las colonias se habían establecido a lo largo de la Américas. El Reino de Gran Bretaña adquirió la colonia francesa de Acadia en 1713 y luego Canadá, Nueva Francia.
Canadá remonta su condición de Estado a las expediciones francesas, inglesas y escocesas de América del Norte desde finales del siglo XV. Francia cedió casi toda la Nueva Francia en 1763 después de la guerra de los Siete Años, y así después de la Declaración de la Independencia de los Estados Unidos en 1776, Quebec y Nueva Escocia formaron "el núcleo de las colonias que constituían la participación restante de Gran Bretaña en el continente de América del Norte". La Norteamérica británica atrajo a los leales del Imperio Unido, los británicos que emigraron de lo que considera el "rebelde" Estados Unidos, aumentando el tamaño de las comunidades británicas en lo que se convertiría en Canadá.
En 1867 hubo una unión de tres colonias británicas de América del Norte que en conjunto formaban la Confederación Canadiense, un dominio federal.

## Inmigración inglesa

Bandera de Inglaterra.

Los anglo-canadienses además de compartir un patrimonio cultural, así como un idioma, el inglés; que es utilizado por la mayoría de los canadienses en contraste con el francés canadiense, que es el segundo idioma más hablado del país. Canadá es un estado oficialmente bilingüe, con comunidades de lengua inglesa y francesa oficiales. Inmigrantes de grupos culturales distintos ostensiblemente se integran en una o ambas de estas comunidades, pero a menudo conservando elementos de sus culturas originales. El término de canadiense de habla inglesa se utiliza a veces alternativamente con el Anglo-canadiense.
Aunque muchos canadienses de habla inglesa tienen fuertes raíces históricas trazables a las islas británicas, pertenecen a una multitud de grupos étnicos. Ellos o sus antepasados vinieron de varios lugares de Europa, Asia, el Caribe, África, América Latina, y las culturas insulares del Pacífico, así como el Canadá francés y los pueblos aborígenes del norte. Por lo tanto, aunque la oficina del Gobernador General se dice que alterna entre personas "francesas" e "inglesas", las dos ex gobernadoras generales más recientes (Adrienne Clarkson, un canadiense de ascendencia china de habla inglesa, y Michaëlle Jean, una haitiana-canadiense francófona) muestran que esto se refiere al idioma y no a una cultura o etnia.
Los anglo-canadienses constituyen una cifra de aproximadamente 6.570.015 de habitantes.

## Inmigración córnica

Bandera de Cornualles.

La inmigración en Canadá proveniente de Cornualles no ha sido tan significativa como las de otras partes de Gran Bretaña. Sin embargo, se calcula que el país cuenta con una significativa población de origen córnico, contando ya sea a los córnicos que residen en Canadá como a sus mismos descendientes.
El número de ciudadanos canadienses de ascendencia córnica al momento del censo de 2011 fue de 1.765 personas, aunque las estimaciones especulativas ponen a la población de hasta 20.000 habitantes.

## Inmigración escocesa

Bandera de Escocia.

Los canadienses de origen escocés son las personas de ascendencia escocesa o patrimonio escocés que habitan en Canadá. Al ser el tercer grupo más numeroso en Canadá (detrás de los ingleses y franceses)  y uno de los primeros en establecerse en Canadá, los escoceses han causado un gran impacto en la cultura canadiense desde los tiempos coloniales. De acuerdo con el censo de 2001 de Canadá, el número de canadienses alegando la ascendencia escocesa, parcial o totalmente fue de 5 219 850, o 15,10% de la población total de la nación, sin embargo esto se dice que es una subestimación importante.

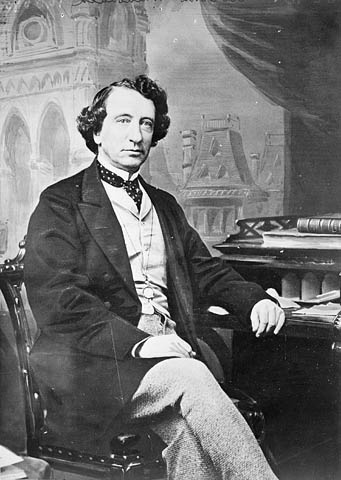
John A. Macdonald, de origen escocés, fue el primer Primer ministro de Canadá.

Los escoceses tienen una larga historia en Canadá, que se remonta varios siglos atrás. Muchas ciudades, ríos y montañas han sido nombrados en honor a los exploradores y los comerciantes escoceses como Mackenzie Bay y Calgary, que es el nombre de una playa escocesa. Esto es más notable en la provincia atlántica de Nueva Escocia (en latín: Nova Scotia, nombre oficial de la provincia). Una vez que los escoceses formaron la vanguardia del movimiento de los europeos en el continente. En tiempos más modernos, los emigrantes de Escocia han jugado un papel destacado en la historia social, política y económica de Canadá, que es prominente en la banca, los sindicatos y la política.

### Nueva Escocia
Los primeros intentos serios para atraer a los colonos escoceses a Canadá comenzó ya en 1622, cuando Sir William Alexander obtuvo permiso del rey Jacobo VI de Escocia (Jacobo I de Inglaterra) para establecer una "nueva Escocia" - el origen del nombre de la actual provincia de Nueva Escocia (Nova Scotia) . Sin embargo, solo un pequeño número de familias escocesas se establecieron en Canadá, antes de la conquista de la Nueva Francia en 1759. Aquellos que formaron su hogar en suelo canadiense eran montañeses que buscaban asilo político y religioso tras los levantamientos jacobitas fallidos en Escocia en 1715 y 1745. La mayoría de los escoceses se establecieron en lo que hoy es la costa atlántica.

## Inmigración galesa

Bandera de Gales

El primer galés en llegar a Canadá se cree que ha sido Sir Thomas Button, quien dirigió una expedición para encontrar el paso del Noroeste en 1612. Otros pioneros galeses en Canadá se asentaron después de la firma del Tratado de París en 1763 y siguiendo las secuelas de la Revolución Americana (1775-1783). El cartógrafo galés David Thompson fue uno de los grandes exploradores de la Compañía del Noroeste de finales de los siglos 18 y 19, y con frecuencia se le llama "el geógrafo más grande de Canadá". Cubrió 130 000 kilómetros a pie y observó la mayor parte de la frontera entre Canadá y Estados Unidos en los primeros días de la exploración.
Uno de los primeros esfuerzos para alentar la emigración de Gales a Canadá comenzó en 1812, cuando galés nativo John Mathews se esforzó para traer a su familia a Canadá. Mathews fue de casa a una edad temprana y se convirtió en un exitoso hombre de negocios en los Estados Unidos. Cuando regresó a Gales, encontró a su familia que vive en la pobreza y se convenció de que deben emigrar a Canadá. En 1817 su familia se instaló en el municipio de Southwald, cerca de lo que hoy es Londres, Ontario. Por 1812 él había traído más familiares que construyeron casas en los 100 acres (0.40 km²) lotes otorgados a ellos por el coronel Thomas Talbot. La colonia atrajo a 385 colonos galeses en 1850 y mantuvo su carácter predominantemente galesa hasta finales del 1870.
En 2006, 440.965 canadienses se identificaron por tener algo de ascendencia galesa, con 27.115 de ellos identificándose como exclusivamente galeses.

### En Alberta
En un censo de 2001, Alberta tuvo el mayor número de personas de ascendencia galesa con cerca de 60.000 canadienses.
Muchos galeses llegaron a Alberta a principios del siglo XX. La mayoría provenía de las regiones mineras e industriales de Gales para trabajar en las minas de carbón cerca de Edmonton, donde pronto se hicieron activos en el movimiento sindical. David Milwyn Duggan, un galés, fue alcalde de Edmonton desde 1921 hasta 1923.
Hoy en día, la comunidad galesa en Alberta es servida por tres organizaciones principales: The Calgary Welsh Society, St. David's Welsh Society of Edmonton y la Ponoka Welsh Society.

### Cultura
Los festivales galeses en Canadá hoy en día incluyen el Eisteddfodau y Gymanfa Ganu. Los galeses en Canadá celebran el Día de St. David, las celebraciones incluyen la narración y el canto, los banquetes se llevan a cabo también en Lethbridge, Ponoka, Calgary, Red Deer, Edmonton y Fort McMurray.

#### Idioma galés en Canadá
En Alberta, es fácil encontrar seminarios de lengua galesa en persona y en línea y los intentos de enseñar la lengua galesa se están realizando en todo el país.